# Tashi deleg

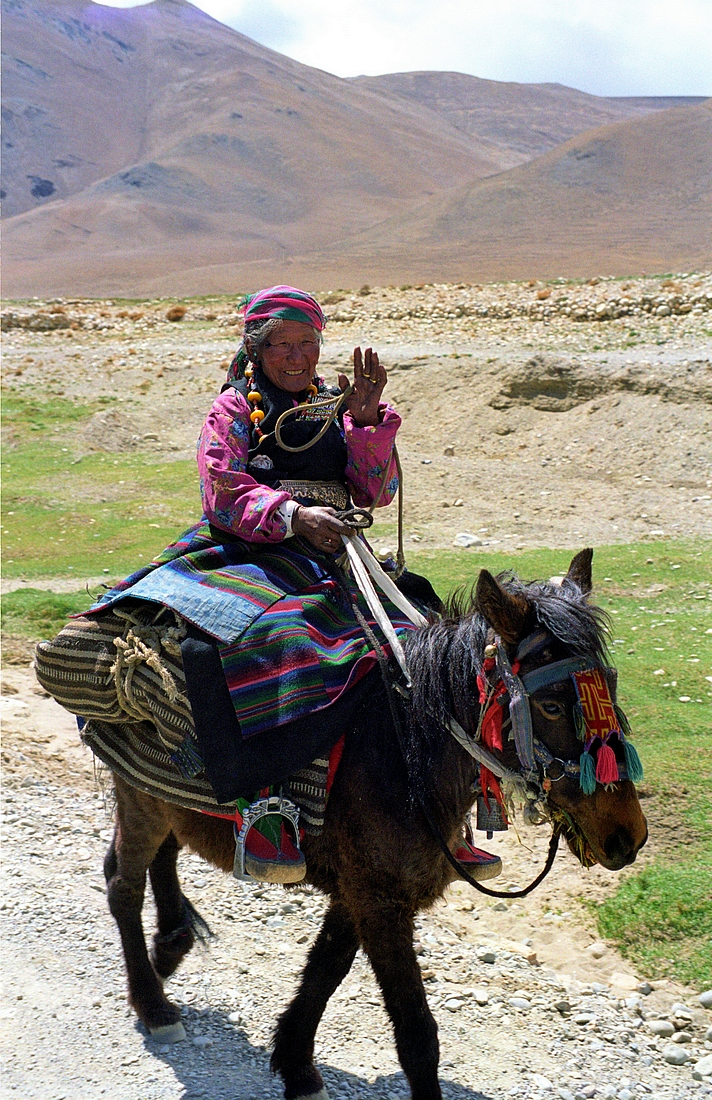
Tashi delek

Tashi deleg is een groet in Tibet, Bhutan, Nepal en Sikkim.
Tashi Deleg betekent naar het Nederlands vertaald zoiets als veel geluk of mag het je goed gaan.
Tibetaanse ballingen gebruiken de groet op een vergelijkbare wijze als goedendag. Tibetanen in de Volksrepubliek China gebruiken de groet echter alleen als nieuwjaarsgroet tijdens losar, al wordt er op het Tibetaans Hoogland ook op andere delen van het jaar positief op gereageerd.